# مارسيل براندز
مارسيل براندز (بالهولندية: Marcel Brands)‏ هو لاعب كرة قدم هولندي في مركز الوسط، ولد في 16 مارس 1962 في سيرتوخيمبوس في هولندا. لعب مع فاينورد.